# 白木山 (周防大島)
白木山（しらきさん）は、屋代島に位置する標高374.3mの山である。山口県大島郡周防大島町に位置する。

## 概要
山頂には展望台があり、遠く四国まで見える。瀬戸内海国立公園に指定されている。国道437号道の駅サザンセトとうわ付近から登山道があり、山頂まで車で10分程である。かつてこの展望台は軍事要塞であって、破壊された砲台跡がある。